# Район Хіґасі (Саппоро)

43°03′ пн. ш. 141°21′ сх. д. / 43.050° пн. ш. 141.350° сх. д.
Райо́н Хіґа́сі (яп. 東区, ひがしく, МФА: [çigaɕi̥ ku], «Східний район») — район міста Саппоро префектури Хоккайдо в Японії. Станом на 1 жовтня 2008 року площа району становила 57,13 км². Станом на 31 березня 2017 населення району становило 261 192 осіб.